# Eliott Crestan
Eliott Crestan, född 22 februari 1999, är en belgisk friidrottare som fokuserar på 800 meter.

## Karriär
Vid inomhusvärldsmästerskapen i friidrott 2024 tog Crestan brons på 800 meter. Vid europamästerskapen inomhus 2023 tog han också brons på 800 meter.